# Julian Puzyna
Julian Puzyna (4. ledna 1839 Hvizdec – 15. dubna 1895 Čornolizci nebo Lvov) byl rakouský politik polské národnosti z Haliče, v 2. polovině 19. století poslanec Říšské rady.

## Biografie
Byl šlechtického původu. Jeho bratrem byl krakovský arcibiskup Jan Puzyna.
Byl veřejně a politicky aktivní. Zasedal jako poslanec Haličského zemského sněmu. Působil též jako poslanec Říšské rady (celostátního parlamentu Předlitavska), kde usedl ve volbách roku 1879 za kurii venkovských obcí v Haliči, obvod Stanislavov, Bohorodčany atd. Ve volebním období 1879–1885 se uvádí jako kniaź Julian Puzyna, statkář, bytem Čornolizci (Czarnołośce). Patřil mezi polské národní poslance. Reprezentoval parlamentní Polský klub. Jeho volba vyvolala kontroverze. V roce 1879 totiž ve svém obvodu porazil rusínského (ukrajinského kandidáta) Oleksije Zaklynského. Po několik let se pak v Říšské radě řešilo uznání Puzynovy volby, přičemž odpůrci verifikace přišli s informacemi o rozsáhlých volebních podvodech. Národní listy uvádějí, že krátce před koncem funkčního období Říšské rady Puzyna na mandát rezignoval. V rejstříku poslanců ale o rezignaci není zmínky.
Zemřel 15. dubna 1895 ve Lvově.